# Ereutofobia
L'ereutofobia (o eritrofobia) è la paura ossessiva di arrossire in volto. La parola deriva dal greco ἐρυθρός, éruthros «rossore».
L'arrossimento del volto (in particolare delle guance), è dovuto a iperemia dei vasi capillari. Ciò può capitare a tutti in situazioni di disagio o imbarazzo nei rapporti interpersonali, ma la maggior parte delle persone non sviluppa la paura che ciò possa avvenire facilmente. 
Alcune persone particolarmente timide o emotive, possono invece sviluppare una forte paura di non riuscire a evitare di arrossire nelle suddette situazioni. In questo caso si può dire che il soggetto soffre di ereutofobia (o eritrofobia).
Questa fobia, comunque piuttosto rara, è più frequente durante l'adolescenza, e spesso scompare dopo un certo tempo. Nel caso ciò non avvenga, è consigliabile chiedere l'aiuto di uno psicoterapeuta.
In alcuni casi l'eritrofobia può essere un sintomo di una nevrosi ossessiva.